# Indoorachtbaan
Een indoorachtbaan is een achtbaan in een overdekte ruimte, die in tegenstelling tot een overdekte achtbaan niet direct gerelateerd is aan de achtbaan. Soms is er ook een restaurant of winkelcentrum in de ruimte.

## Voorbeelden
- Canyon Blaster en El Loco in Adventuredome
- Gletscherblitz in Steinwasen-Park
- Mindbender en Galaxy Orbiter in Galaxyland
- Mission Ferrari in Ferrari World Abu Dhabi
- Sky train in Dragon Centre, een winkelcentrum met 9 verdiepingen inHongkong. Status: SBNO
- Supersonic Odyssey in Berjaya Times Square Theme Park (voorheen: Cosmo's World)
- Toos-Express in Toverland
- Wickiebaan in Plopsa Indoor Coevorden
- Wickie Coaster in Plopsa Indoor Hasselt
- Winja's Fear & Winja's Force in Phantasialand